# Petrusville
Petrusville est une commune d'Afrique du Sud, située dans la province du Cap-Nord.
Située sur la route provinciale R 48, à 48 km au nord est de Philipstown et à 108 km de De Aar, la commune de Petrusville porte le nom de Petrus van der Walt, propriétaire de la ferme Rhenosterberg sur les terres de laquelle elle fut fondée en 1902. 
Petrusville est proche du barrage de Vanderkloof, bâtie sur le fleuve Orange. 
En 1996, la commune de Petrusville comptait 3450 habitants dont 334 résidant dans le village (Petrusville dorp en afrikaans), 379 dans le township de Thembinkosi et 1 737 dans celui de Uitsig.
Depuis 2000, Petrusville est la principale commune de la municipalité locale de Renosterberg (10 000 habitants), qui comprend les communes de Philipstown (2 244 habitants) et Vanderkloof (876 habitants). 
La municipalité locale de Renosterberg est la plus petite des municipalités composant le district municipal du Karoo (180 000 habitants).